# 哈尼帕斯 (南卡罗来纳州)
哈尼帕斯（英文：Honea Path），是美国南卡罗来纳州下属的一座城市。城市类型是“Town”。其面积大约为3.62平方英里（9.38平方公里）。根据2010年美国人口普查，该市有人口3,597人，人口密度约为每平方 英里993.65人（约合每平方公里383.66人）。